# Dafydd ap Gruffudd
Dafydd ap Gruffudd (parfois orthographié Dafydd ap Gruffydd) est un prince gallois né le 11 juillet 1238 et mort le 3 octobre 1283. Il est le dernier roi de Gwynedd et le dernier seigneur indépendant du pays de Galles, bien que son rôle de dirigeant ne soit que très éphémère et purement figuratif.

## Biographie

### Jeunesse
Dafydd est le fils de Gruffudd ap Llywelyn et de Senana ferch Caradog, et le petit-fils de Llywelyn le Grand. En 1241, il est remis comme otage au roi d'Angleterre Henri III avec son frère Rhodri. Il est rappelé en Angleterre en 1253 pour rendre hommage à Henri III.

### Lutte contre Llywelyn
En 1255, Dafydd défie son frère aîné Llywelyn avec son frère Owain le Rouge, mais les insurgés sont vaincus à la bataille de Bryn Derwin et Dafydd se retrouve en prison. Llywelyn lui rend sa liberté l'année suivante et le ramène dans ses bonnes grâces. En 1263, Dafydd s'allie à Henri III pour attaquer à nouveau son frère. Lorsqu'en 1267, Llywelyn se fait reconnaître comme prince de Galles par Henri III, Dafydd retrouve à nouveau ses grâces, mais il retourne encore une fois sa veste en 1274 en s'alliant à Édouard Ier contre Llywelyn.

### Lutte contre Édouard
Alors qu'Édouard Ier lui a promis des terres dans le Nord du pays de Galles en échange de son aide, Dafydd reçoit beaucoup moins que ce à quoi il s'attendait. Le 22 mars 1282, il attaque le Château médiéval d'Hawarden (en) situé à Hawarden. Afin d'aider Dafydd, Llywelyn s'organise pour attaquer les Anglais malgré le manque de préparation des Gallois et part vers le sud pour rallier sous sa bannière les princes gallois du Sud, mais il tombe dans une embuscade et y perd la vie le 11 décembre 1282.
Après la mort de son frère, Dafydd se proclame roi de Gwynedd et prince de Galles, mais il ne peut résister longtemps à Édouard Ier qui a réquisitionné des moyens exceptionnels pour mater le pays de Galles, notamment plus de 100 000 hommes et plusieurs trébuchets. Dès l'été 1283, la conquête du pays de Galles est quasiment achevée. Contraint de fuir, Dafydd se réfugie probablement d'abord au château de Dolwyddelan, qui tombe le 18 janvier 1283, puis à Castell y Bere (en), qui tombe le 25 avril après un siège mené par 3 000 Anglais. Dafydd parvient encore à s'enfuir vers le château de Dolbadarn, mais dès le mois de mai, il doit se réfugier dans les montagnes surplombant Abergwyngregyn. Environ un mois plus tard, il est trahi par un de ses hommes et capturé sur les flancs de colline de Cadair Idris (en).

### Mort
Le 28 juin, Édouard réunit un parlement à Shrewsbury pour étudier le sort de Dafydd. Le prince gallois est condamné à mort le 30 septembre. Il est probablement le premier à être châtié pour le crime de haute trahison dans l'histoire de l'Angleterre, et c'est lui le premier individu de haut rang à être hanged, drawn and quartered : le 3 octobre, il est d'abord étranglé par pendaison, mais extrait du gibet juste avant de mourir ; sous ses yeux, on lui ouvre le ventre et ses intestins sont brûlés au fer rouge, puis il est émasculé. Il est ensuite décapité puis son corps est « mis en quarts », c'est-à-dire découpé en quatre parties, lesquelles sont disposées en différents points du royaume pour servir d'exemple.

## Postérité
Dafydd épouse à une date inconnue Élisabeth Ferrers, la fille du comte de Derby Guillaume de Ferrières. Ils ont deux fils et une fille :
- Llywelyn ap Dafydd (mort en 1287) ;
- Owain ap Dafydd (mort après 1325) ;
- Gwladys ferch Dafydd (morte en 1336).

Après la chute de leur père, les deux fils de Dafydd sont emprisonnés au château de Bristol jusqu'à leur mort, tandis que sa fille Gwladys est envoyée au couvent de Sixhills. Il existe néanmoins un membre mâle de la lignée de Cunedda qui survécut, Madog ap Llywelyn, qui mena la dernière rébellion sous la bannière du Gwynedd.
Il se peut que Carnedd Dafydd, une montagne de Snowdonia, ait reçu ce nom en l'honneur du prince.

## Sources
- (en) Kari Maund, The Welsh Kings: Warriors, warlords and princes, Mill Brimscombe Port Stroud, The History Press, 2006 (ISBN 9780752429731), p. 206, 210–211, 213, 216–220, 222, 224, 226–229, 245–246
- (en) Timothy Venning, The Kings and Queens of Wales, Mill Brimscombe Port Stroud, Amberley Publishing, 2013 (ISBN 9781445615776), p. 98, 100–104, 122
- (en) David Walker, Medieval Wales, Cambridge, Cambridge University Press, 1990 réédition 1999 (ISBN 0521311535), p. 102, 110–12, 114, 118, 120–121, 124–126, 128–133, 135, 137, 139, 146, 154, 161–162